# Stop! Or My Mom Will Shoot
Stop! Or My Mom Will Shoot (Brasil: Pare! Senão Mamãe Atira / Portugal: Pára ou a Mamã Dispara) é um filme estadunidense, do gênero comédia de ação, dirigido por Roger Spottiswoode e estrelado por Sylvester Stallone e Estelle Getty. Sua estreia se deu em 21 de fevereiro de 1992.

## Sinopse
Um policial duro (Sylvester Stallone) tem uma mãe aparentemente frágil (Estelle Getty) que vem para ficar com ele e progressivamente interfere em sua vida. Ela compra-lhe uma ilegal pistola automática MAC-10 e testemunha um crime e se envolvendo em seus casos de polícia.

## Elenco
- Sylvester Stallone como Sgt. Joseph Andrew 'Joe' Bomowski
- Estelle Getty como Sra. Tutti Bomowski
- JoBeth Williams como Lt. Gwen Harper
- John Wesley como Sgt. Tony
- Ving Rhames como Sr. Stereo
- Richard Schiff como Gun Clerk
- Al Fann como Sgt. Lou
- Roger Rees como J. Parnell
- Martin Ferrero como Paulie
- Gailard Sartain como Munroe
- Dennis Burkley como Mitchell

## Recepção
O filme recebeu críticas extremamente negativas e mantém uma classificação de 4% no Rotten Tomatoes, baseado em 23 opiniões. The Washington Post chamou de "seu pior pesadelo", mas afirmou que "o conceito é realmente melhor para Stallone do que as que as premissas de suas traquinagens terríveis anteriores terríveis, Rhinestone e Oscar". Clifford Terry escreveu no Chicago Tribune que o filme "toca como uma extensa comédia, talvez quatro episódios de She's the Sheriff" e também que "cerca de dois terços em Stop! Or My Mom Will Shoot, Sylvester Stallone realmente oferece a fala do título. É assim que estupidamente horrível é isso. Dê-lhe metade de uma estrela por estar em foco". O filme encontrou mais sucesso em VHS e DVD. Ambos Gene Siskel e Roger Ebert agressivamente não gostaram do filme e ambos deram-lhe uma nota baixa em sua revisão na televisão do filme, com Ebert alegando que ter sido "um dos piores filmes que já vi"; em sua revisão do jornal, Ebert rotulou como "um daqueles filmes tão estúpidos, tão absolutamente carente de até mesmo o menor pedaço de valor redentor, que você olhar para a tela em descrença atordoada. É imbecil além da compreensão, um exercício de desespero durante o qual ainda Sylvester Stallone, um repositório de auto-confiança, parece estar desanimado". Siskel afirmou que "se o script do filme fosse submetido a equipe do programa de televisão The Golden Girls seria sumariamente demitido como demasiado frágil para uma comédia de meia hora. Não há uma risada nem surpreendente momento de ser encontrado, começando com a cena em que Stallone e Getty acontecer em cima de uma ponte em cima de um prédio e Getty consegue trazer o homem para baixo com segurança usando um megafone".
Ele também foi o vencedor de três prêmios Framboesa de Ouro de Pior Ator para Stallone, Getty como Pior Atriz Coadjuvante e o filme ganhou o de Pior Roteiro.

### A reação de Sylvester Stallone
Sylvester Stallone afirmou que foi o pior filme que ele já fez. Em uma entrevista a Ain't It Cool News, Stallone Stallone se refere a ele como "talvez um dos piores filmes em todo o sistema solar, incluindo produções alienígenas que nós nunca vimos", que "um verme poderia escrever um script melhor", e "em alguns países - China, eu acredito - exibindo [o filme] uma vez por semana na televisão governamental teria reduzido a taxa de natalidade a zero. Se ele fosse exibido duas vezes por uma semana, eu acredito que em vinte anos a China seria extinta".

### Bilheteria
Apesar das críticas negativas, o filme foi um pouco sucesso nas bilheterias. O filme trouxe apenas $28.4 milhões no mercado interno mas fez um pouco melhor no exterior, com mais de $42.2 internacionalmente para um total de $70.6 milhões em todo o mundo.

## Na cultura popular
O filme foi mencionado quando Stallone apresentou um episódio de Saturday Night Live em 1997; em uma esquete especial quando Stallone vem através de alguém em um terrível acidente de carro (Norm Macdonald) que não gosta de qualquer um dos seus trabalhos e ridiculariza seus filmes. Como ele está morrendo, ele murmura algo baixinho que apenas Stallone pode ouvir, e quando um transeunte (Will Ferrell) pergunta o que ele disse, Stallone está relutante em dizer isso até que ele é grelhado um pouco mais, em que ele virulentamente grita "Ele disse 'Stop! Or My Mom Will Shoot'...péssimo!"
O título do episódio de The Simpsons "Stop or My Dog Will Shoot" é uma referência ao filme.